# Tsonga
Tsonga, även kallat tonga, shitsonga och xitsonga; i Zimbabwe Shangani, är ett bantuspråk som talas av omkring tre miljoner människor i Sydafrika (där det är ett av de officiella språken), Moçambique, Swaziland och Zimbabwe.

## Text exempel
Herrens bön i Tsonga:

Tata wa hina la nge matilweni,
vito ra wena a ri hlawuleke;
a ku te ku fuma ka wena;
ku rhandza ka wena a ku endliwe misaveni,
tanihi loko ku endliwa tilweni.
U hi nyika namuntlha vuswa bya hina bya siku rin'wana ni rin'wana;
u hi rivalela swidyoho swa hina,
tanihi loko na hina hi rivalela lava hi dyohelaka;
u nga hi yisi emiringweni,
kambe u hi ponisa eka Lowo biha,
Amen.